# 托爾滕

托爾滕（Toltén），是智利的城鎮，位於該國南部阿勞卡尼亞大區的考丁省，始建於1866年，面積860.4平方公里，海拔高度10米，2012年人口10,291人，人口密度每平方公里12人。
39°10′43″S 73°9′56″W / 39.17861°S 73.16556°W